# Liste der denkmalgeschützten Objekte in Vichtenstein
Die Liste der denkmalgeschützten Objekte in Vichtenstein enthält die denkmalgeschützten, unbeweglichen Objekte der Gemeinde Vichtenstein im Bezirk Schärding (Oberösterreich).

## Denkmäler
| Foto |                 | Denkmal                                                                   | Standort                                 | Beschreibung | Metadaten |
| ---- | --------------- | ------------------------------------------------------------------------- | ---------------------------------------- | --- | --- |
| ja   | Datei hochladen | Wohnhaus, ehem. Taverne, Stahrnbergergut HERIS-ID: 74180 Objekt-ID: 87580 | Kasten 1 Standort KG: Vichtenstein       | Das zweigeschoßige Gebäude wurde teilweise im 14. und 15. Jahrhundert im spätgotischen Stil erbaut. Es diente wahrscheinlich als Zollhaus und Sitz des Kastenamtes. | BDA-Hist.: Q38134207 Status: Bescheid Stand der BDA-Liste: 2025-06-30 Name: Wohnhaus, ehem. Taverne, Stahrnbergergut GstNr.: 329 Taverne Kasten |
| ja   | Datei hochladen | Kath. Filialkirche hl. Jakobus HERIS-ID: 52202 Objekt-ID: 58664           | Kasten Standort KG: Vichtenstein         | Die gotische, später neobarock veränderte Kirche wurde erstmals 1515/16 auf einer Karte einer Salzstraße abgebildet. Sie war zeitweise profaniert und wurde 1851 erneut geweiht. Mitte des 19. sowie anfangs des 20. Jahrhunderts wurde die Kirche erneuert und der Turm ausgebaut. An der Außenseite befinden sich ein Kreuzigungsrelief aus Marmor von 1548 sowie ein Wandbild des heiligen Christophorus. | BDA-Hist.: Q38049837 Status: § 2a Stand der BDA-Liste: 2025-06-30 Name: Kath. Filialkirche hl. Jakobus GstNr.: .17 Filialkirche Kasten          |
| ja   | Datei hochladen | Kath. Pfarrkirche hl. Hippolyt HERIS-ID: 52651 Objekt-ID: 60047           | Vichtenstein Standort KG: Vichtenstein   | Die neugotische Kirche wurde von 1877 bis 1880 erbaut. | BDA-Hist.: Q25929473 Status: § 2a Stand der BDA-Liste: 2025-06-30 Name: Kath. Pfarrkirche hl. Hippolyt GstNr.: .54/2 Pfarrkirche Vichtenstein   |
| ja   | Datei hochladen | Burg Vichtenstein HERIS-ID: 38767 Objekt-ID: 38365                        | Vichtenstein 1 Standort KG: Vichtenstein | Die Burganlage über der Schlucht des Teufelsbaches wurde 1218 erstmals urkundlich erwähnt, aber bereits um 1070 sind die Grafen von Formbach als Besitzer nachweisbar. Ab 1227 war die Anlage im Besitz des Bistums Passau; seit 1862 ist sie im Privatbesitz. Die Burgkapelle diente von 1785 bis 1880 als Pfarrkirche.                                                                                     | BDA-Hist.: Q787696 Status: Bescheid Stand der BDA-Liste: 2025-06-30 Name: Burg Vichtenstein GstNr.: .63, .64, .65 Burg Vichtenstein             |